# 에우스타키오 데 에스칸돈 이 바론
호세 에우스타키오 루이스 프란시스코 에스칸돈 이 바론(스페인어: José Eustaquio Luis Francisco Escandón y Barrón, 1862년 1월 27일 ~ 1933년)은 멕시코의 폴로 선수로 1900년 하계 올림픽에 참가했다.
그는 멕시코시티에서 태어났으며 마누엘, 파블로의 남동생이었다.
1900년 대회에서 그는 멕시코 폴로 팀에 속해있었으며 이 팀은 동메달을 따냈다. 그는 두 명의 형제, 기예르모 아이덴 리그트와 팀을 이루었다.